# Joseph Geefs
Pour les articles homonymes, voir Geefs.
Joseph Geefs, né à Anvers le 23 décembre 1808 et mort dans la même ville le 9 octobre 1885, est un sculpteur belge.
Il fait partie d'une fratrie de sept artistes : Guillaume Geefs, Aloys Geefs, Jean Geefs, Théodore Geefs et Charles Geefs, également sculpteurs, tandis que son frère Alexandre Geefs est médailleur.
Joseph Geefs est un artiste majeur dans la statuaire belge. Il étend son champ artistique fécond, inspiré par une facture classique, à de nombreux domaines : monuments et statues historiques, sujets religieux, monuments funéraires, sujets symboliques, allégoriques et mythologiques, sujets de genre et bustes présents dans les villes principales de Belgique et également aux Pays-Bas.
Premier Prix de Rome belge en 1836, et formé à Anvers, en Italie et à Paris, ses œuvres, connues grâce aux Salons artistiques auxquels il participe, sont favorablement appréciées en Europe par plusieurs souverains qui les acquièrent. Il mène une carrière professorale à l'Académie des Beaux-Arts d'Anvers, de 1841 à sa mort en 1885 et forme de nombreux élèves.

## Biographie

### Famille et formation
Joseph Geefs, né à Anvers le 23 décembre 1808, est un membre de la famille Geefs, une fratrie de sept sculpteurs issus des deux mariages de Joannes Geefs (1779-1848), boulanger. Joseph Geefs est le second fils du premier mariage de son père avec Jeanne Thérèse Verbruggen (1775-1822). Cinq de ses frères sont sculpteurs : Guillaume, Aloys, Jean, Théodore et Charles, sont également sculpteurs, tandis que son frère Alexandre était médailleur. 
Joseph Geefs a davantage de facilité que son frère aîné Guillaume, dont les succès en sculpture sont rapide, pour convaincre son père de pouvoir suivre sa vocation artistique. Il se forme initialement auprès de Jean-Louis Van Geel, puis rejoint son frère aîné et étudie à l'Académie royale des beaux-arts d'Anvers, où il obtient le premier prix de sculpture. Dès 1833, il participe au Salon de Bruxelles, où il expose Adonis et l'année suivante au Salon d'Anvers, où, grâce à son Hygie, il remporte le premier prix. Cette œuvre est prisée par la Société d'encouragement des beaux-arts de Liège qui l'acquiert en 1836. En 1835, il remporte le premier prix au Salon de Gand pour son bas-relief en hommage à Charles Van Hulthem.
Ensuite, grâce au Prix de Rome belge, assorti d'une bourse d'études, qu'il remporte, grâce à son Job dans la misère visité par ses amis en 1836, il se rend en France pour parfaire son art aux Beaux-Arts de Paris, où il se forme auprès de Jules Ramey et obtient un premier prix de sculpture en 1836. Son voyage à l'étranger dure quatre années au cours desquelles il se forme en Italie, à Rome, Naples et Florence, villes où il puise l'essence classique, d'influence hellénique à laquelle il demeure fidèle durant toute sa carrière. En 1841, son Orpheline du pêcheur obtient la médaille d'or au Salon de peinture et de sculpture de Paris.

### Carrière
Le 3 novembre 1841, établi à Anvers, Joseph Geefs est choisi, pour succéder à son frère Guillaume - résidant désormais à Bruxelles en raison de la réalisation de commandes gouvernementales - comme professeur de sculpture et d'anatomie à l'Académie d'Anvers, cours qu'il continue à dispenser, de même qu'à partir de 1865, le cours d'expression dont il assure également la charge. Il devient directeur de l'Académie en 1876.
Parmi ses nombreux élèves figurent Jules Baetes, Clément Carbon, Frans Deckers, Joseph Ducaju, Louis Dupuis, Robert Fabri, Jef Lambeaux, Jean-André Laumans et Bart van Hove (en).

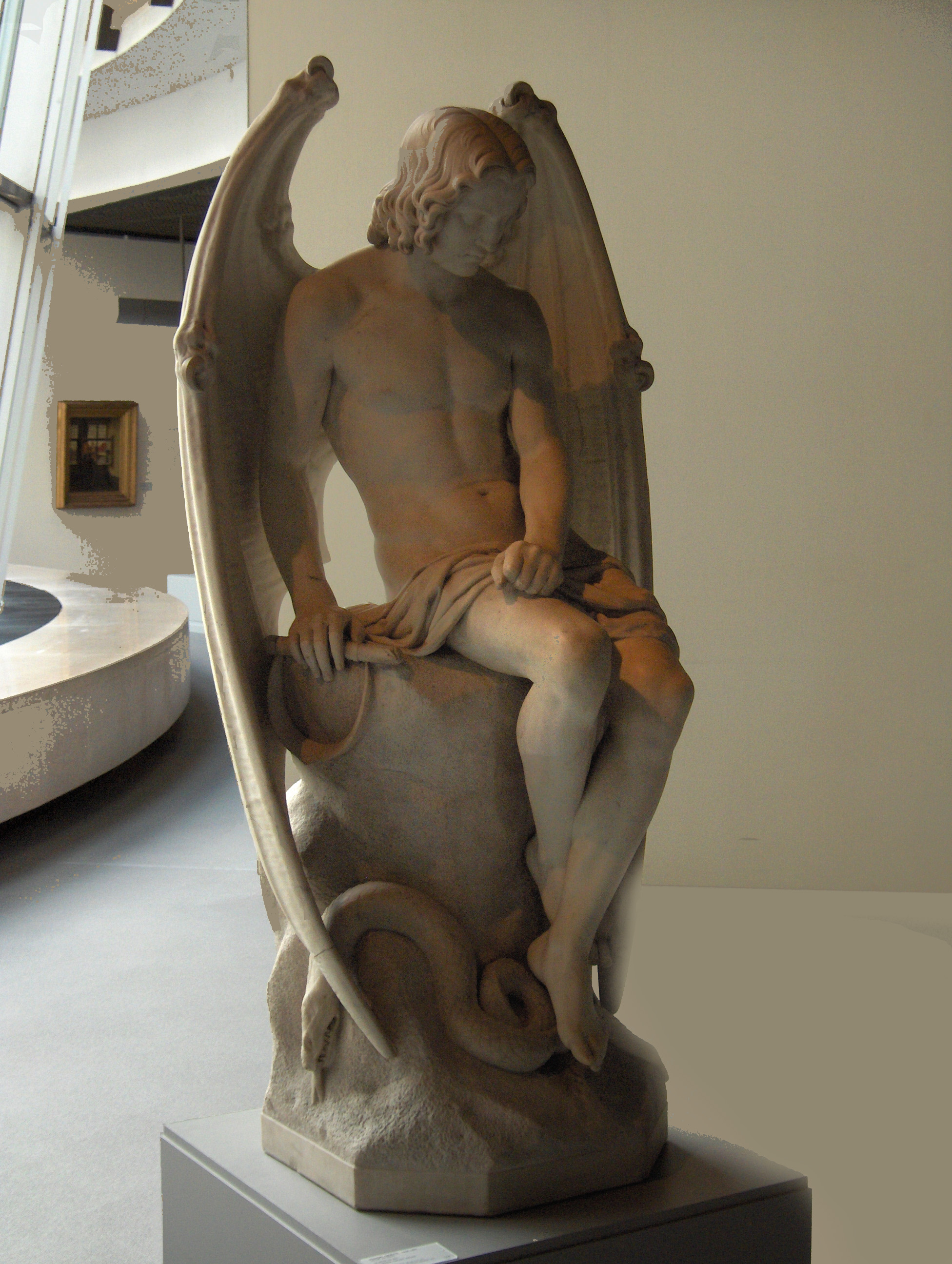
Le Génie du Mal, copie en plâtre de Joseph Geefs en 1842.

Concomitamment à sa carrière académique, Joseph Geefs expose assidûment aux différents salons belges et commence à vendre ses sculptures au roi Léopold Ier, au grand-duc Bernard de Saxe-Weimar-Eisenach et au roi Guillaume II des Pays-Bas. Joseph Geefs réalise Le Génie du Mal, destinée à la cathédrale Saint-Paul de Liège, et exposée au Salon de Bruxelles de 1842. Le critique du quotidien L'Indépendance affirme : 

« M. Geefs s'est mis tout à fait hors de page cette année. Ce ne sera pas un des moindres droits de M. [Guillaume] Geefs à la reconnaissance de son pays, d'avoir poussé son frère dans une carrière, où par rare bonheur, il était aussi appelé à cueillir les palmes du succès. Ce jeune artiste s'est annoncé comme tel au Salon de cette année par deux ouvrages d'un mérite tout à fait distingué : Le Génie du mal et la Fille du pêcheur. Cette première statue est destinée à figurer parmi les ornements de la chaire que Guillaume exécute pour une église [La cathédrale des Saint-Pierre-et-Paul] de Liège. Le corps est en marbre, mais les deux ailes immenses qui en sont les appendices obligés, le sculpteur les a pour ainsi dire indiquées en plâtre[…]. M. Geefs a donné au Génie du mal la beauté d'un jeune homme. Satan est assis ; son regard est vagues ; tous les traits de son visage légèrement contractés […] L'expression de cette statue est saisissante […] C'est en somme un très bel ouvrage et qui place bien haut M. Joseph Geefs parmi les sculpteurs belges. »

Installée dans la cathédrale, les autorités ecclésiastiques, l'évêque de Liège, Corneille van Bommel, en tête, désapprouvent la caractère insuffisamment chrétien et trop « sublime » de l'œuvre de Joseph Geefs et font procéder à l'enlèvement de sa statue afin de la remplacer, en 1848, par une version plus religieuse due cette fois au ciseau de Guillaume Geefs qui a pris soin d'exécuter un nouveau Le Génie du Mal auquel il a ajouté plusieurs détails pour renforcer la représentation luciferienne et le thème de la punition.

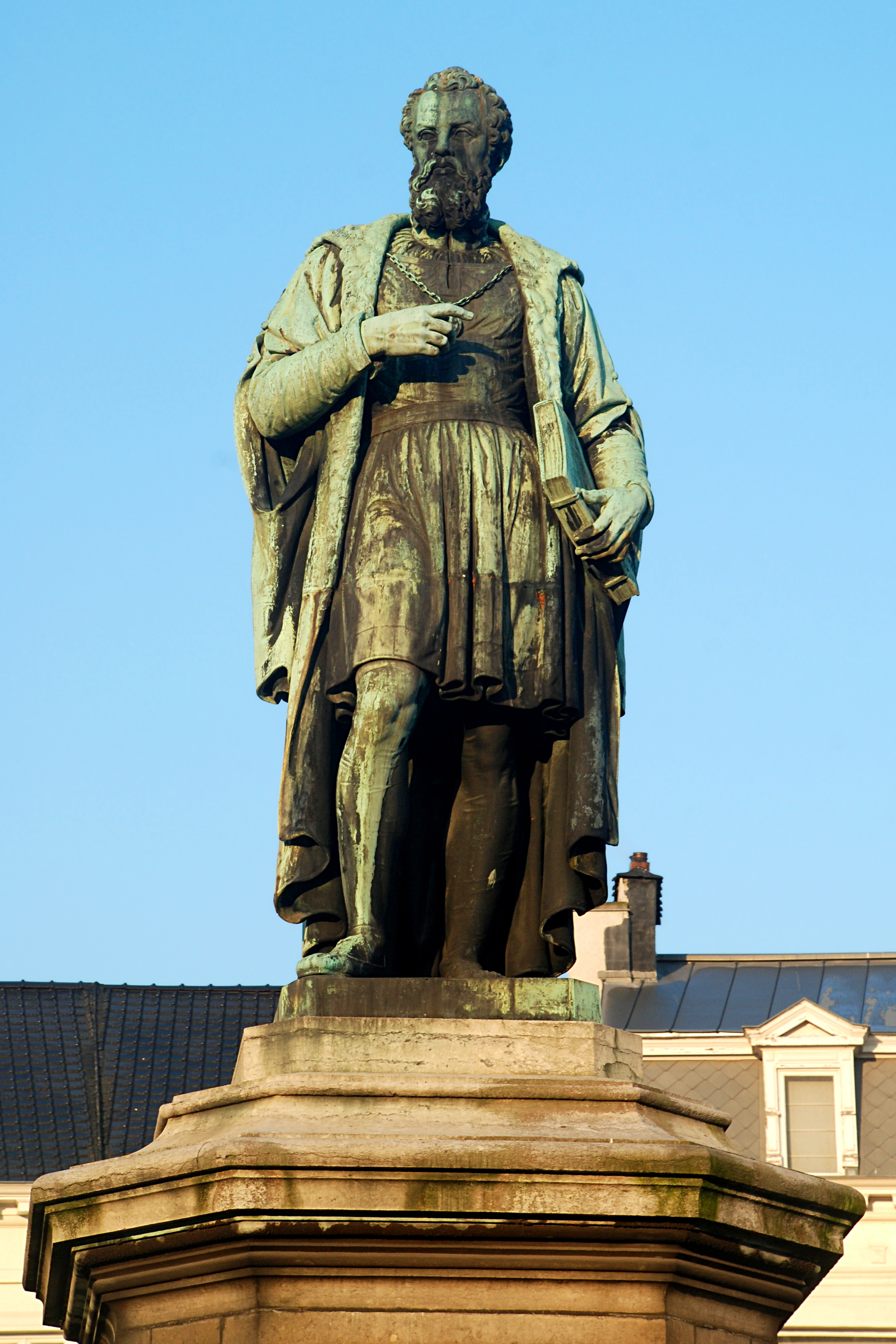
Statue d'André Vésale (1846).

La Belgique, nation récemment créée, manque encore de statues historiques afin de rappeler les gloires du passé. Les dirigeants politiques estiment qu'il est nécessaire de remédier à cette déficience statuaire belge. Joseph Geefs reçoit donc la commande d'une statue représentant André Vésale lors de la signature d'un contrat avec le gouvernement Nothomb le 17 octobre 1843, approuvé par un arrêté royal du 24 décembre suivant. Joseph Geefs s'engage à exécuter le modèle de la statue, à la faire couler en bronze et à en assurer le placement. Après quelque retard, l'ouvrage est moulé le 26 juillet 1847 à la fonderie Trossaert à Gand. L'inauguration du monument, en présence du corps médical, des autorités nationales et des souscripteurs, a lieu le 31 décembre 1847, sur la place des Barricades à Bruxelles. Le talent de Geefs est unanimement reconnu. Edmond Marchal, biographe de Joseph Geefs, écrit : 

« La statue d'André Vésale est exécutée sans contredit, dans le meilleur sentiment de l'art. Elle forme, non seulement l'une des œuvres les plus sages, mais les mieux conçues. On s'aperçoit en la regardant que l'auteur, en la modelant, s'est rappelé les traditions des grands maîtres. […] Aussi faible d'effets que de moyens, M. Geefs a su se garder de la fougue de conception et de réalisation. »

### Vie privée
Sur le plan privé, Joseph Geefs épouse à Gand en 1844 Adèle, fille de l'architecte Louis Roelandt et devient le beau-frère de l'architecte Louis van Overstraeten dont il décore la sépulture. Joseph Geefs est le père de cinq enfants, trois filles et deux fils : Georges (1850-1933), également sculpteur, et Eugène (1854-1925), architecte, lauréat du Prix de Rome belge en architecture en 1879.
Joseph Geefs meurt à Anvers le 9 octobre 1885, à l'âge de 76 ans. Ses funérailles sont célébrées dans sa ville natale avec solennité, en présence de membres de l'Académie de Belgique, en l'église Saint-Augustin d'Anvers le 13 octobre suivant,.

## Œuvres
Liste non exhaustive établie sur la base du catalogue d'Edmond Marchal.

### Belgique

#### Anvers
- Le Rêve, groupe en marbre, Salon d'Anvers de 1843 ;
- La fille du pêcheur, figure en marbre, galerie Nottebohm (1846) ;
- Buste de Florent van Ertborn au Musée royal des Beaux-Arts d'Anvers (1849) ;
- Chevalier Constantin Van Havre, buste en pierre (1853) ;
- Apollon, Uranie et Thalie, statures ornant la façade du Théâtre français (1853) ;
- Roland de Lassus, statue en pierre, et Henri Simon, compositeur au local d'été de la Société royale de la Grande Harmonie (1865) ;
- M. Notteboom et M. et Mme Nottebohm, bustes à la galerie Nottebohm (1865 et 1866) ;
- Indien revenant de la chasse et Indien et cheval attaqués par deux jaguars, marbres au zoo d'Anvers (1869) ;
- Statue équestre de Léopold Ier (1872).
- Le jeune pêcheur du se noie attaqué par la sirène, groupe en marbre de deux figures, Musée des académiciens (1874-1882).

#### Bruges
- 24 statues en pierre représentant les comtes et les comtesses de Flandre sur la façade de l'hôtel de ville de Bruges (1857).

#### Bruxelles
- Louis Gallait, buste en marbre au Salon de Bruxelles de 1839 ;
- Sainte Philomène, médaille de vermeil au Salon de Bruxelles de 1839 ;
- Saint Michel terrassant le démon, Salon de Bruxelles de 1839 ;
- Saint Georges, Salon de Bruxelles de 1839 ;
- Masaniello, Salon de Bruxelles de 1839 ;
- L'ange du Mal, Musée royal des beaux-arts de Belgique (1842) ;
- Statue d'André Vésale, statue monumentale en bronze place des Barricades (1846)[21] ;
- Baudouin de Constantinople, statue en pierre de France dans le grand vestibule du Palais de la Nation (1848) ;
- La Liberté de l’enseignement et la Liberté de la Presse, statues en bronze aux angles de la colonne du Congrès (1859) ;
- Les Beaux-arts, Le Commerce, 'L'Agriculture et L'Industrie, quatre statues en marbre de la façade de la première gare du Nord (1862) ;
- Statue de la Vierge-Marie dans l'église royale Sainte-Marie (1865).

#### Gand
- La Malice, le langage des fleurs, La Coquetterie et Le Messager fidèle, quatre statues en marbre, Salle de la Société de la Concorde (1847) ;
- Bas-relief de la façade de la gare principale (1853).

#### Liège
- Le Génie du Mal, marbre blanc de la cathédrale Saint-Paul, (installée en 1843, puis remplacée en 1848 par une statue similaire de Guillaume Geefs, représentant davantage « l'art chrétien »[22].

#### Malines
- Stations de la croix et reliefs dans l'église Saints-Pierre-et-Paul (1867 et 1867-1874)[23].

### Pays-Bas

#### Heiligerlee
- Monument à Adolphe de Nassau, groupe colossal en pierre d'après un projet conçu par Johannes Hinderikus Egenberger (1873).

#### Rotterdam
- Gijsbert Karel van Hogendorp, statue monumentale en bronze (1867), Coolsingel.

#### Tilburg
- Portrait en médaillon de Guillaume II des Pays-Bas sur un obélisque (1874).

### Galerie

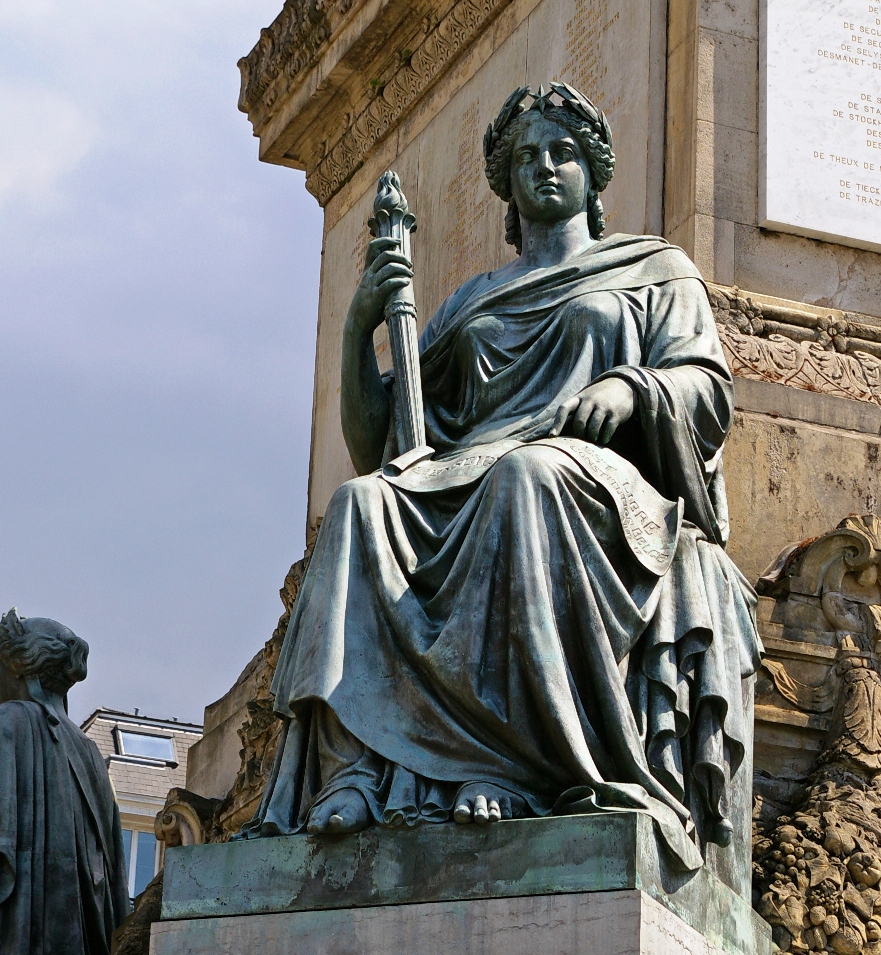
Colonne du Congrès à Bruxelles : Liberté de l'enseignement (1859).
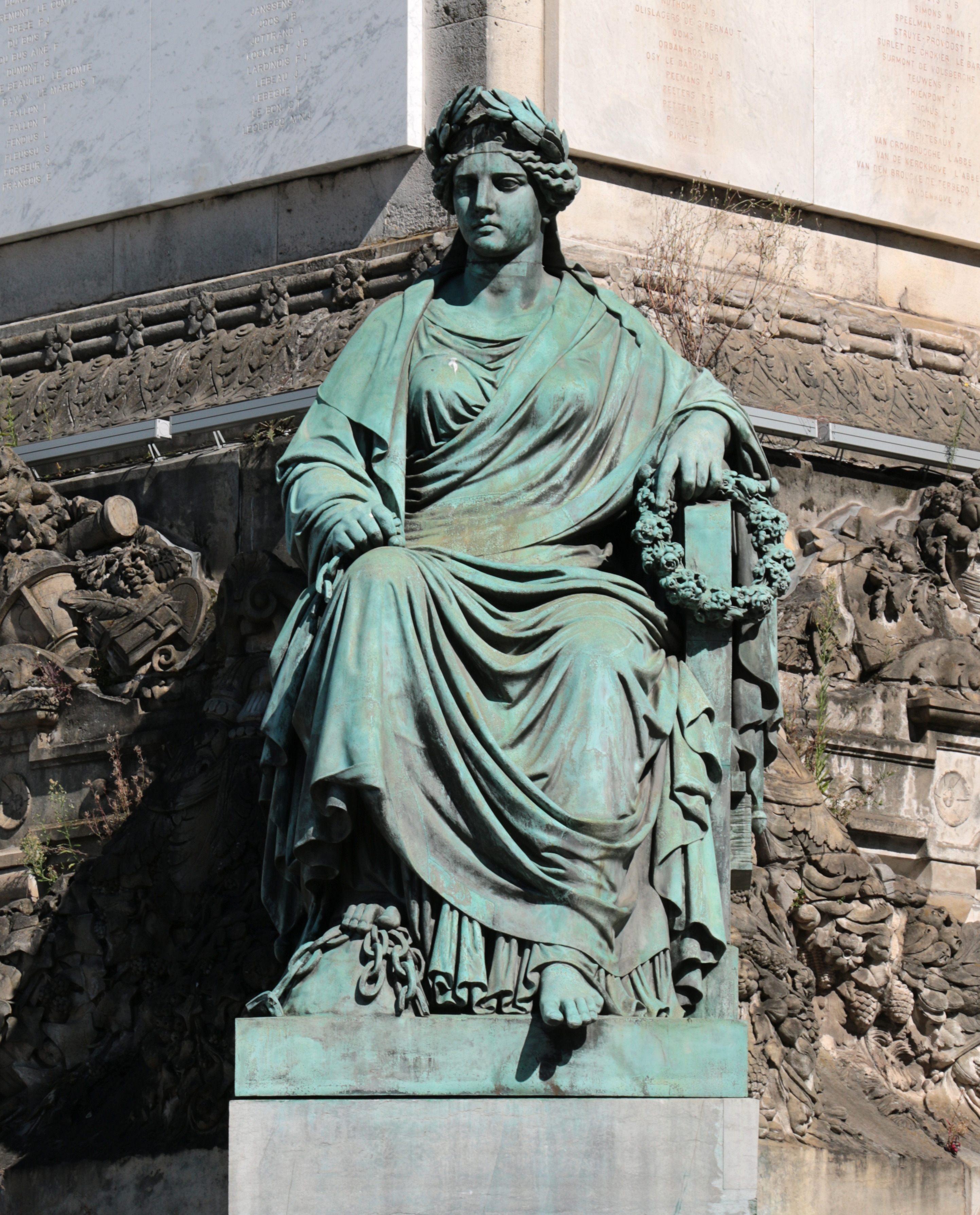
Colonne du Congrès à Bruxelles : Liberté de la Presse (1859).
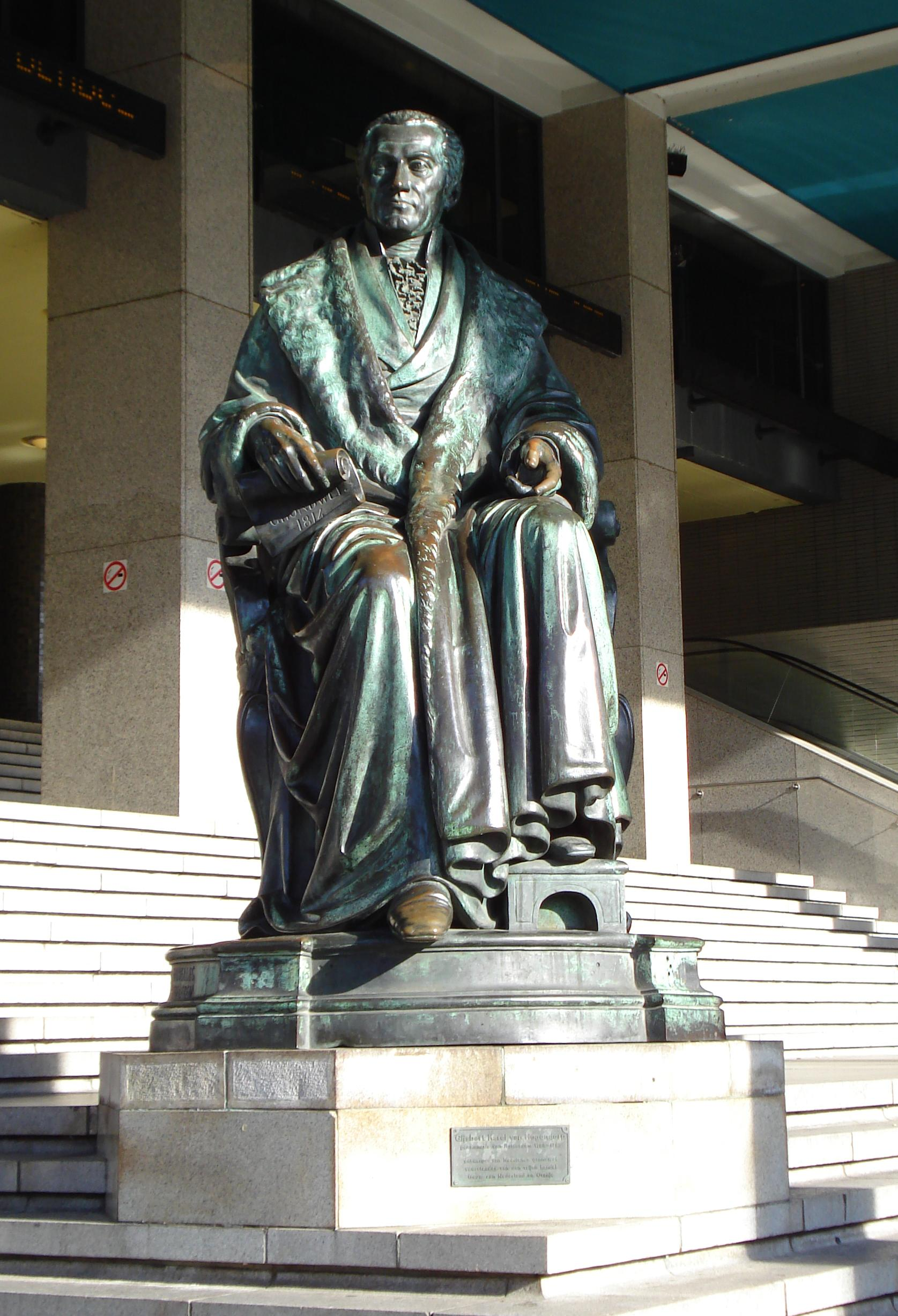
Statue de Van Hogendorp à Rotterdam (1867).
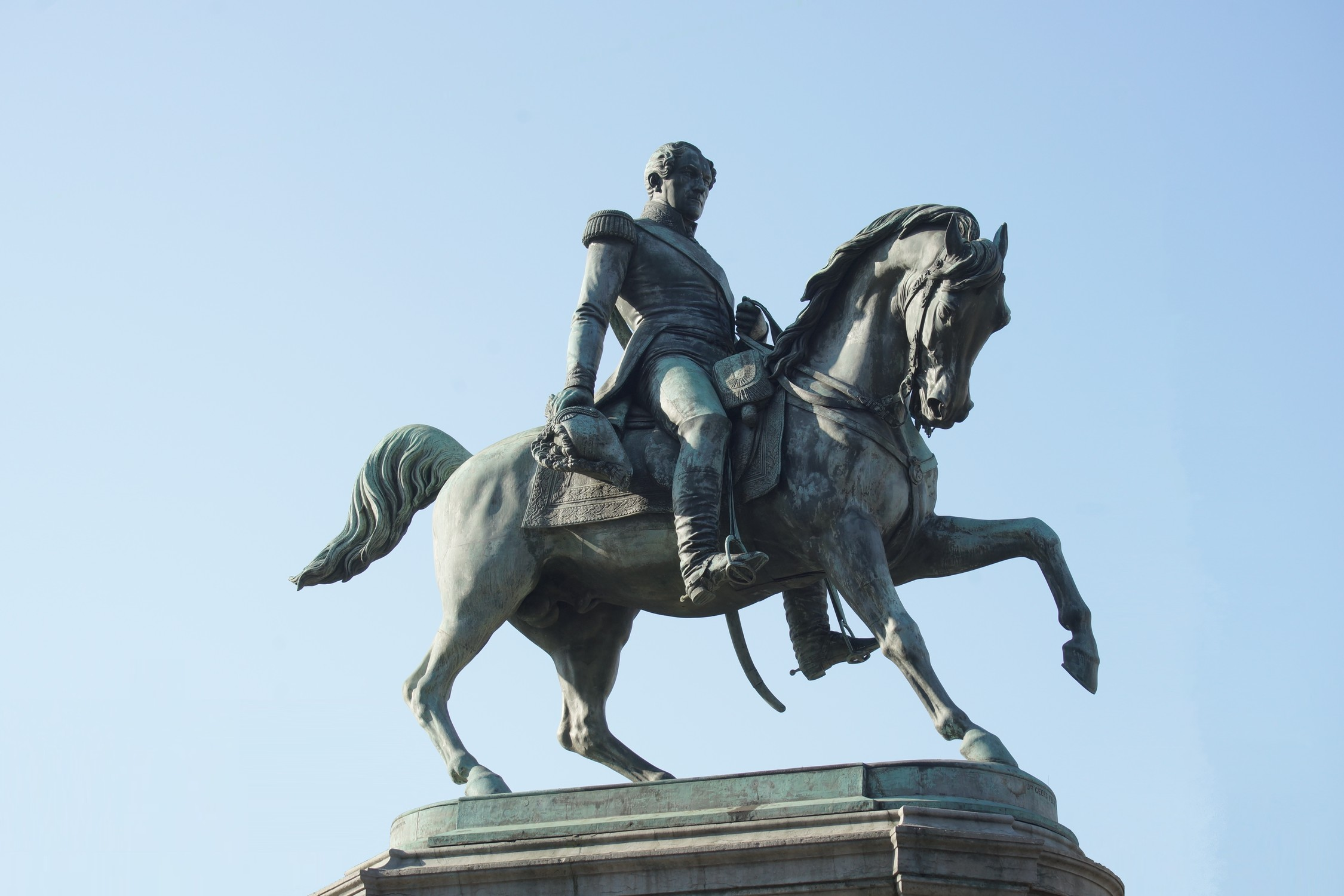
Statue équestre de Léopold Ier à Anvers (1872).

## Honneurs
Joseph Geefs est :
- Grand officier de l'ordre de Léopold (Belgique) (4 mai 1881)[25].
- Grand-croix de l'ordre du Lion de Zaeringen (Grand-duché de Bade) (1857).
- Chevalier de l'ordre de l'Immaculée Conception de Vila Viçosa (Portugal, 11 mai 1857)[26].
- Grand-croix de l'ordre de la Couronne de chêne (Pays-Bas) (1867).
- Grand-croix de l'ordre du Faucon blanc (Duché de Saxe-Weimar) (1881).